# Sylvie-Rosine Numez
Sylvie-Rosine Numez est une Française élue Miss Saint-Étienne 1956, puis Miss France 1957.

## Biographie
Sylvie-Rosine Numez (surnommée Rosy) est née en Espagne, et est le 13ème enfant d'un Gitan et d'une Andalouse. Au moment de son sacre, elle vivait à Saint-Étienne. Elle y était chanteuse et mannequin. Outre Miss Saint-Étienne, elle avait déjà remporté un concours de chant en 1954 et les titres de "« Plus joli mannequin de la Côte d'Azur », « Miss Vénus de Bronze » , « Miss Juan les Pins », « Reine D'Antibes », « Vénus de la Mer », « Miss Cinéma » et « Miss Chasse ».

## Élection
Elle a été élue au Palais d'Hiver à Lyon.
La même année, Claude Inès Navarro, Miss Algérie française, est élue 6e dauphine de Miss Monde, puis Miss Méditerranée.